# Episodi di Casalingo Superpiù (terza stagione)
La terza stagione della serie televisiva Casalingo Superpiù è stata trasmessa in anteprima negli Stati Uniti d'America dalla ABC tra il 23 settembre 1986 e il 19 maggio 1987.
| nº | Titolo originale             | Titolo italiano | Prima TV USA      | Prima TV Italia |
| -- | ---------------------------- | --------------- | ----------------- | --------------- |
| 1  | Angela Gets Fired (Part 1)   |                 | 23 settembre 1986 |                 |
| 2  | Angela Gets Fired (Part 2)   |                 | 30 settembre 1986 |                 |
| 3  | Daddy's Little Montague Girl |                 | 21 ottobre 1986   |                 |
| 4  | Mona's Limo                  |                 | 28 ottobre 1986   |                 |
| 5  | The Hickey                   |                 | 4 novembre 1986   |                 |
| 6  | Wedding Bells?               |                 | 11 novembre 1986  |                 |
| 7  | Jonathan the Gymnast         |                 | 18 novembre 1986  |                 |
| 8  | Semi-Private Lives           |                 | 25 novembre 1986  |                 |
| 9  | Forgive Me, Tony             |                 | 2 dicembre 1986   |                 |
| 10 | Spud Micelli                 |                 | 9 dicembre 1986   |                 |
| 11 | The Christmas Card           |                 | 16 dicembre 1986  |                 |
| 12 | The Way We Was               |                 | 6 gennaio 1987    |                 |
| 13 | Jonathan Kills Tony          |                 | 13 gennaio 1987   |                 |
| 14 | Marie's Secret               |                 | 20 gennaio 1987   |                 |
| 15 | Tony, the Patchmaker         |                 | 27 gennaio 1987   |                 |
| 16 | Hit the Road, Chad           |                 | 3 febbraio 1987   |                 |
| 17 | Raging Housekeeper           |                 | 10 febbraio 1987  |                 |
| 18 | The Proposal                 |                 | 17 febbraio 1987  |                 |
| 19 | Diet in Cell Block 11        |                 | 24 febbraio 1987  |                 |
| 20 | Older Than Springtime        |                 | 3 marzo 1987      |                 |
| 21 | Walk on the Mild Side        |                 | 17 marzo 1987     |                 |
| 22 | Reconcilable Differences     |                 | 31 marzo 1987     |                 |
| 23 | Mona                         |                 | 12 maggio 1987    |                 |
| 24 | A Moving Episode             |                 | 19 maggio 1987    |                 |